# Жерноково (Вологодская область)
Жерноково — деревня в Грязовецком районе Вологодской области России, на реке Почка.
Входит в состав Перцевского муниципального образования (с 1 января 2006 года по 9 апреля 2009 года входила во Фроловское муниципальное образование), с точки зрения административно-территориального деления — центр Жерноковского сельсовета.
Расстояние до районного центра Грязовца по автодороге — 23 км, до центра муниципального образования Слободы по прямой — 25 км. Ближайшие населённые пункты — Угленцево, Гридино, Волынево.
По переписи 2002 года население — 259 человек (136 мужчин, 123 женщины). Преобладающая национальность — русские (97 %).